# ولز فارگو
ولز فارگو (به انگلیسی: Wells Fargo) شرکت هلدینگ خدمات مالی و بانکداری چندملیتی آمریکایی است، که چهارمین بانک بزرگ ایالات متحده آمریکا، بر پایه مجموع داراییها به‌شمار می‌آید، همچنین از نظر میزان ارزش بازار سرمایه، به‌عنوان بزرگ‌ترین بانک این کشور محسوب می‌شود. دفتر مرکزی ولز فارگو در سان‌فرانسیسکو در ایالت کالیفرنیا قرار دارد.
بانک ولز فارگو در سال ۱۸۵۲ با مشارکت هنری ولز و ویلیام فارگو (مؤسسان آمریکن اکسپرس) راه‌اندازی شد و امروزه ولز فارگو مالک شبکه‌ای از ۹٫۰۰۰ شعبه بانک و بیش از ۱۲٫۰۰۰ دستگاه خودپرداز در ایالات متحده می‌باشد. در سال ۲۰۱۲ شمار کارکنان این بانک بالغ بر ۲۷۰ هزار نفر اعلام شد، که سالانه به بیش از ۷۰ میلیون مشتری در ۳۵ کشور جهان، خدمات ارائه می‌کنند.
در ۱۲ ژوئیه ۲۰۱۳ شرکت ولز فارگو با ارزش بازاری معادل ۲۳۶ میلیارد دلار، به‌عنوان بزرگ‌ترین بانک جهان (بر پایه ارزش بازار سرمایه) معرفی شد و جایگزین بانک صنعتی و بازرگانی چین گردید. ولز فارگو در فوریه ۲۰۱۴ برای دومین سال پیاپی، از طرف مجله بانکر به‌عنوان سودآورترین بانک جهان انتخاب شد.

## تاریخچه
در سال ۱۸۵۲ در غرب ایالات متحده آمریکا، هنری ولز و ویلیام فارگو که پیش از آن شرکت آمریکن اکسپرس را نیز راه‌اندازی کرده بودند، موسسه‌ای را به صورت مشترک تأسیس کردند، که عملیات بانکی را در مورد خرید طلا و فروش اوراق بانکی و نیز ترابری طلا و اشیای ارزشمند در آن محدوده جغرافیایی کشور، انجام می‌داد.
در دهه ۱۸۶۰ این شرکت با خرید شرکت باترفیلد اورلند میل، سریع‌ترین وسایل را برای جابه‌جایی اشیاء قیمتی به‌کار گرفت. گسترش فعالیت بانک تا سال ۱۹۱۰ بسیاری از نقاط غرب ایالات متحده را دربر گرفت.
در سال ۱۹۰۵ به‌صورت رسمی بانک ولز فارگو از بطن مؤسسه اولیه که عمومأ در حوزه جابه‌جایی اشیاء قیمتی فعال بود، جدا شد و بر ارائه خدمات بانکی تمرکز نمود و در همان سال (۱۹۰۵) با بانک ملی نوادا ادغام شد و ولز فارگو نوادا را راه‌اندازی شد.
در ۱۹۲۳ ولز فارگو نوادا با یونیون تراست کمپانی ادغام شد و نام آن به ولز فارگو بانک اند یونیون تراست تغییر پیدا کرد. این نام تا ۱۹۵۴ حفظ شد و در این سال به ولز فاگو بانک تغییر نام داد، در ۱۹۶۰ این بانک بار دیگر ادغام گردید و این بار امریکن تراست کمپانی و ولز فاگو بانک ادغام شدند.
در ۱۹۶۹ از یک بانکداری محدود تبدیل به یک شرکت مادر تخصصی خدمات مالی گردید و در پی آن، ولز فارگو اند کمپانی هولدینگ شگل گرفت، که ولز فاگو بانک اصلی‌ترین شرکت تابعه آن، به‌شمار می‌آمد.
در دهه ۱۹۸۰ ولز فارگو جهش عظیمی انجام داد و به هفتمین بانک بزرگ در ایالات متحده آمریکا تبدیل شد، که این جهش حاصل رویکرد مدیریت وقت بانک بود. در ۱۹۸۶ سریالی از خرید، تملک و تصاحب شرکت‌ها، در اواسط دهه ۱۹۸۰ با خریداری کروکر نشنال کورپوریشن، از میدلند بانک آغاز گردید، سپس در ۱۹۸۷ پرسونال تراست؛ از بنک آو آمریکا، در ۱۹۸۸ بارکلیز بانک کالیفرنیا؛ از بارکلیز، خریداری شد.
در اواسط دهه ۱۹۹۰ بار دیگر این خریدها از سر گرفته‌شد و در ۱۹۹۶ نخستین خریداری بین‌ایالتی ولز فارگو با ارزش ۱۷٫۳ میلیارد دلار انجام شد، سپس در ۱۹۹۸ بانک نورت‌وست تصاحب و در بخش بانکداری ولز فارگو، ادغام گردید. در اواخر دهه ۱۹۹۰ ولز فارگو ایالت‌های شرقی را نیز تحت پوشش قرار داد.
در دهه ۲۰۰۰ میلادی فرایند تملک و ادغام شرکت‌ها ادامه داشت و در سال ۲۰۰۰ بانک ملی آلاسکا و فرست سکوریتی کورپوریشن، در ۲۰۰۱ شرکت خدمات مالی اچ.دی. وست، در ۲۰۰۷ شرکت ساخت‌وساز سی‌آی‌تی، پلیسر سییرا بانک و گریتر بی بانکورپ، در ۲۰۰۸ یونایتد بانکورپوریشن وایومینگ، سنتری بانک و در اواخر این سال نیز بانک واکوویا توسط ولز فارگو خریداری شد.
سپس در سال ۲۰۰۹ شرکت خدمات بیمه نورت کاست شارتی و در پایان در ۲۰۱۲ نخست مرلین سکوریتیز، سپس گروه راک کریک خریداری گردید. امروزه بانک ولز فارگو با ارائه خدمات گوناگون مالی در ۴۹ ایالت به‌اضافه منطقه کلمبیا حضور دارد.

## حوزه‌های کسب‌وکار

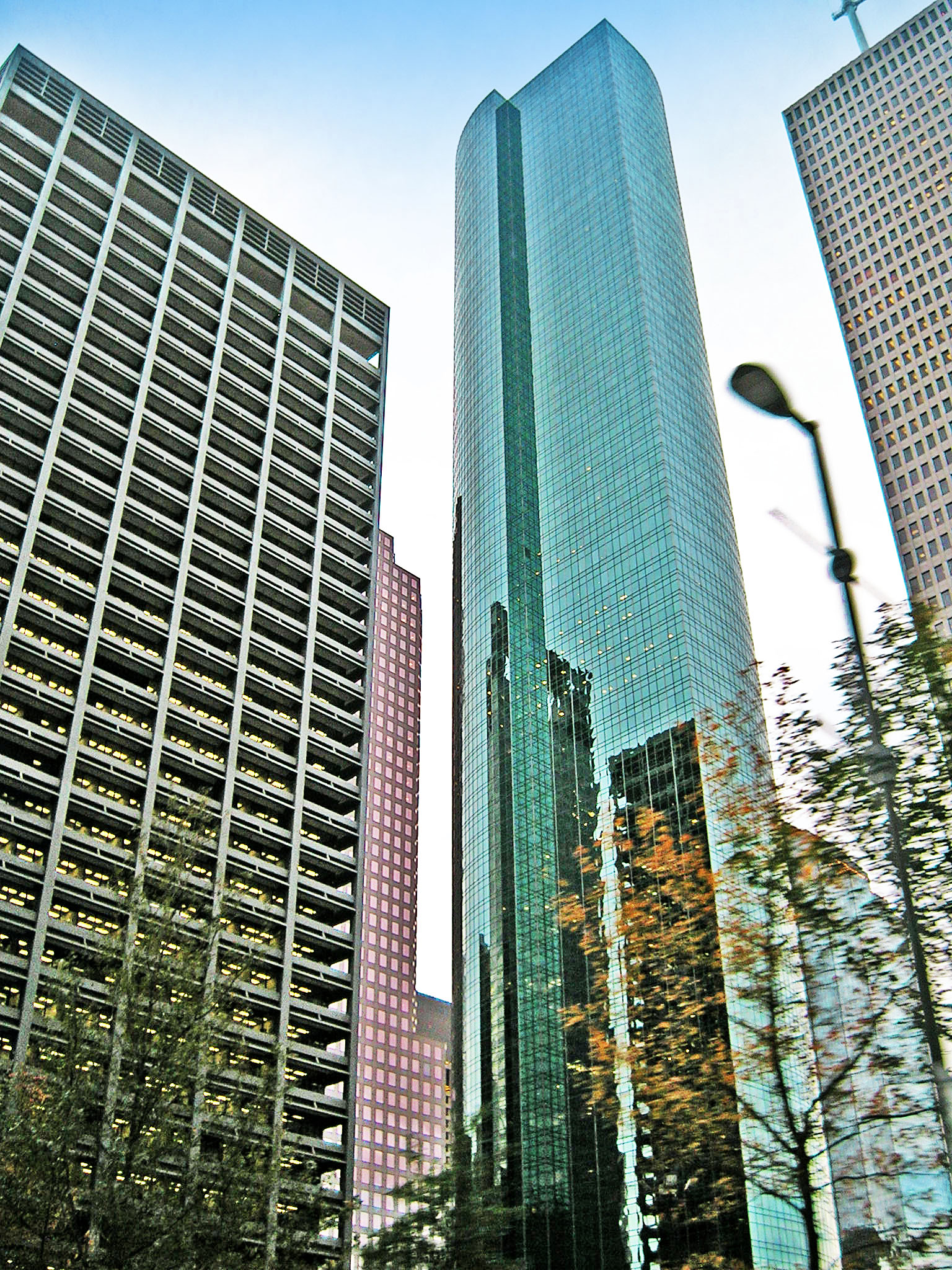
ساختمان ولز فارگو پلازا، در هیوستون، تگزاس

ولز فارگو با ارائه خدمت به ۶٫۲۳ میلیون شاغل محلی، ۳٫۱ میلیون شرکت کوچک، ارائه ۱۵۰ خدمت مختلف و داشتن ۸۴ کسب‌وکار گوناگون در عرصه بانکداری و خدمات مالی حضوری فعال دارد.
بخش خدمات بانکداری ولز فارگو در حوزه‌هایی چون: بانکداری شرکتی، بانکداری اختصاصی، سهام اختصاصی و اوراق بهادار، کارت‌های اعتباری و بانکداری الکترونیک، بانکداری اجتماعی، سوانح خانوادگی، انواع خدمات بیمه، بانکداری سرمایه‌گذاری، مدیریت صندوق‌های سرمایه‌گذاری مشترک، مدیریت ثروت و مدیریت سرمایه‌گذاری، وام‌های خاص، مالی و وام‌های مسکن و وام درجه دو فعال است.
ولز فارگو فعالیت اعتباری در برخی زمینه‌ها مانند رمزارز را برای مشتریان خود محدود کرده است.

## چشم‌انداز
چشم‌انداز بانک ولز فارگو چنین است: ما می‌خواهیم نیاز و رضایت همه مشتریان مالی را برآوریم و به آن‌ها در رسیدن به موفقیت‌های مالی کمک کنیم. خدمات عالی بانکی در بازارهایمان ارائه دهیم و به عنوان یکی از بزرگ‌ترین شرکت‌های آمریکایی شناخته شویم.

## استراتژی
در دهه ۱۹۸۰ میلادی ۱۰ قدم استراتژیک از سوی این بانک در نظر گرفته شد، که با انجام این استراتژی‌ها، درآمد این بانک افزایش یافت و بانک به‌عنوان یکی از شرکت‌های بزرگ ایالات متحده آمریکا شناخته شد.
این استراتژی‌های ده‌گانه، عبارتند از: افزایش سهم سرمایه‌گذاری، افزایش متوسط بانکداری شاغلان در خانه، انجام درست کارهای مشتری، گسترش بانکداری رهنی و وام خانه، وجود کارت اعتباری ولز فارگو در جیب مشتریان، ارائه خدمات مالی در همه وقت و همه‌جا، بازاریابی اطلاعات محور، اینکه بانکداری یک ضرورت است، هر مشتری، خود باید پردازشگر پرداخت‌هایش باشد، حفظ مشتریان موجود و جذب مشتریان خاص و در نهایت اجرای شعار کارکنان مزیت رقابتی ما هستند.

## شعبه‌های اصلی

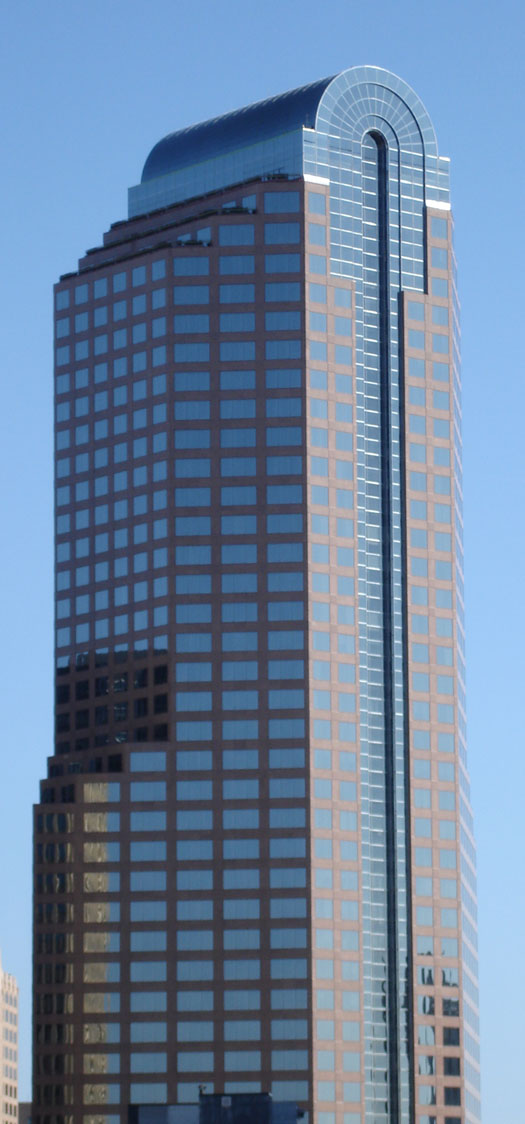
برج واکوویا، در شارلوت، کارولینای شمالی
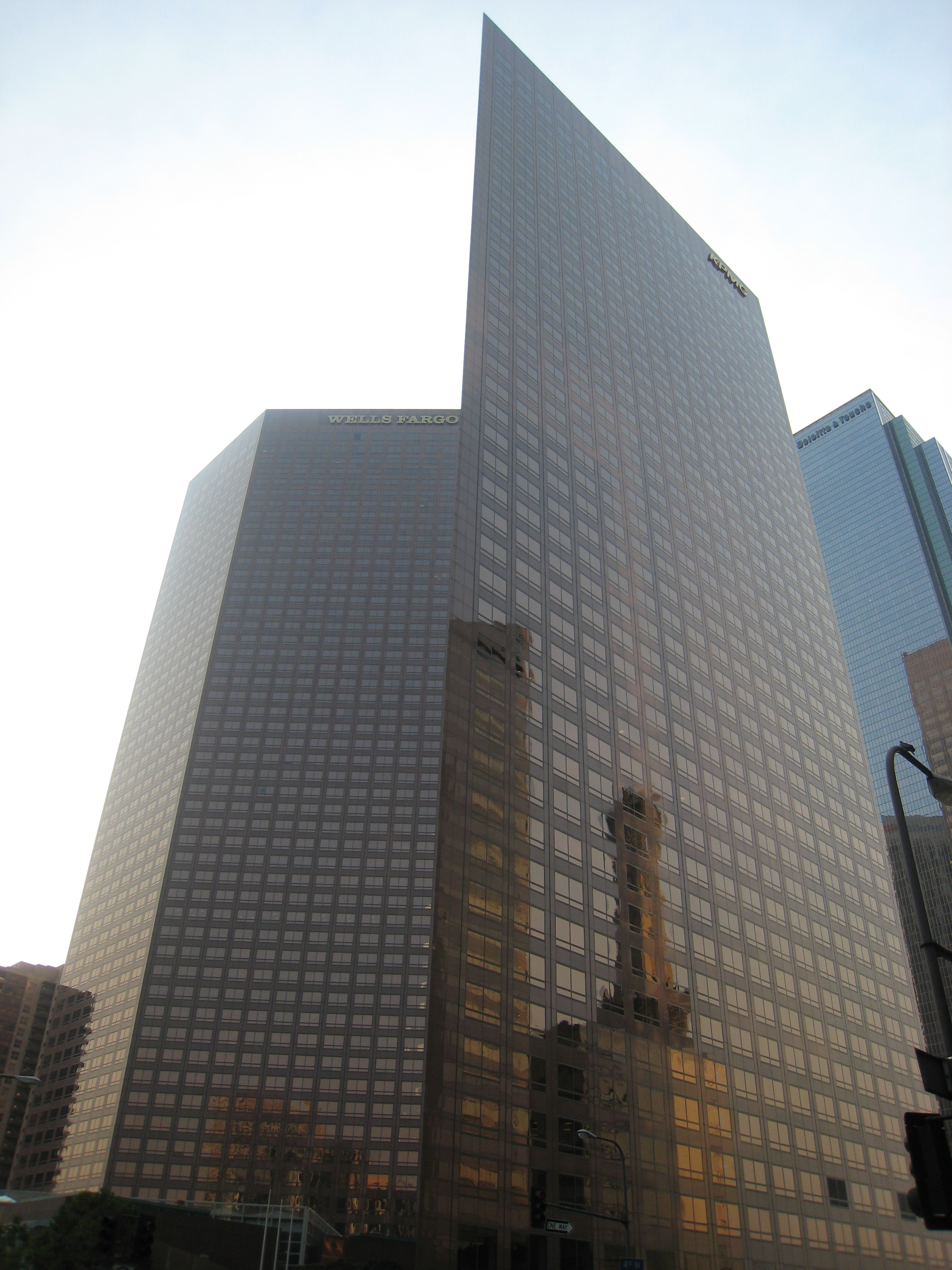
ولزفارگو سنتر کالیفرنیا، در لس‌آنجلس، کالیفرنیا
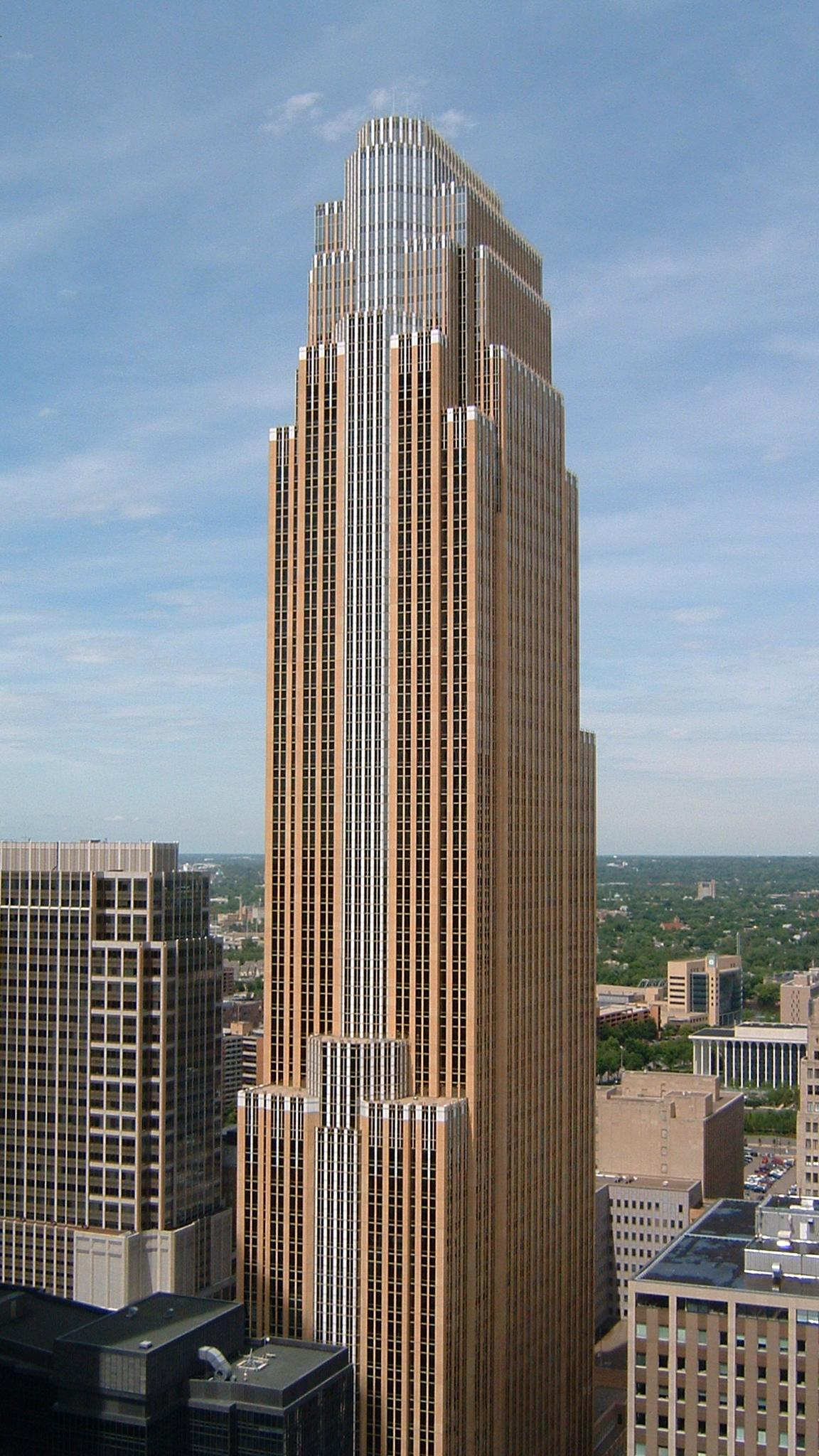
ولزفارگو سنتر مینیاپولیس، در مینیاپولیس، مینه‌سوتا
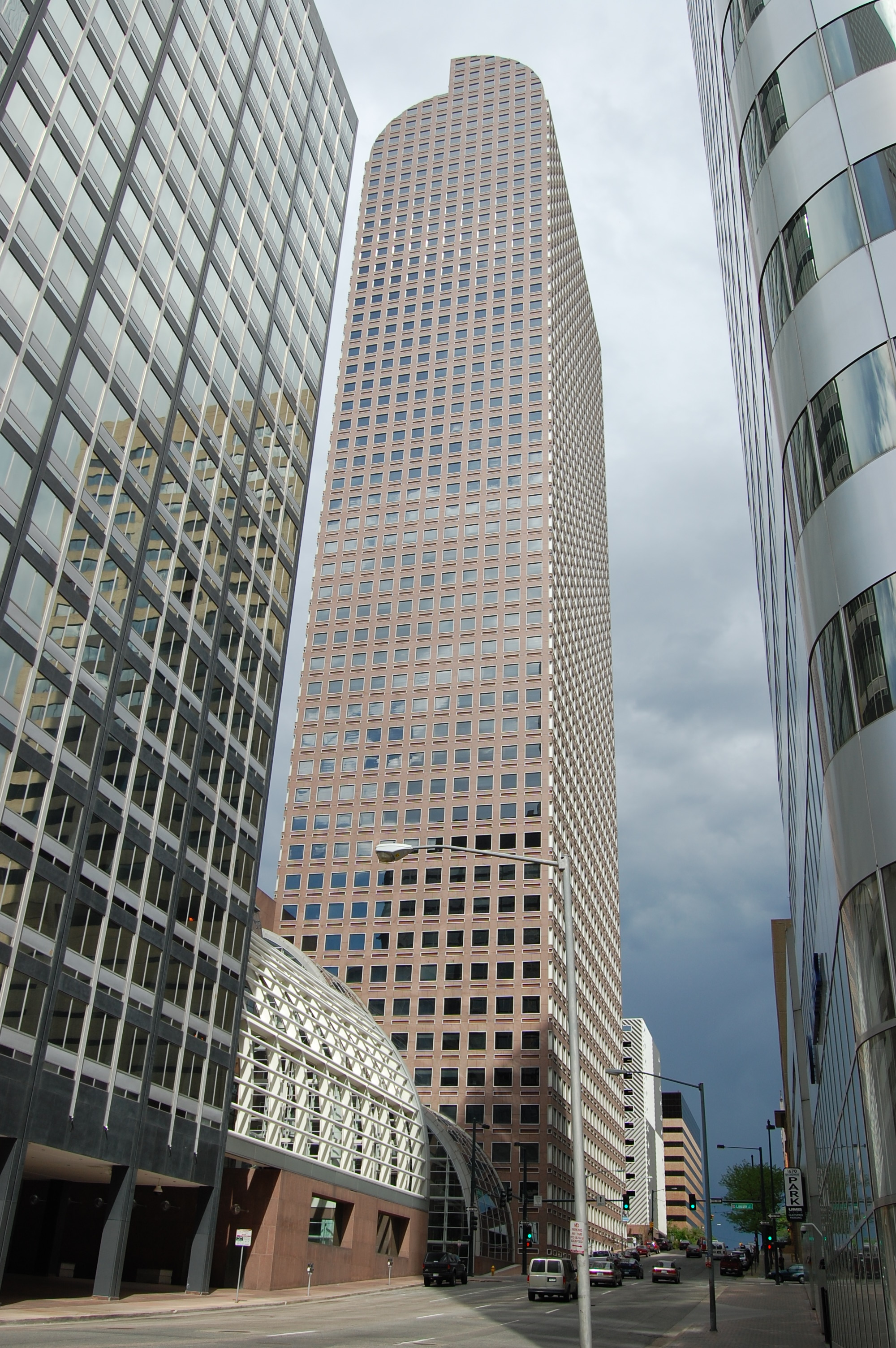
ولزفارگو سنتر دنور، در دنور، کلرادو
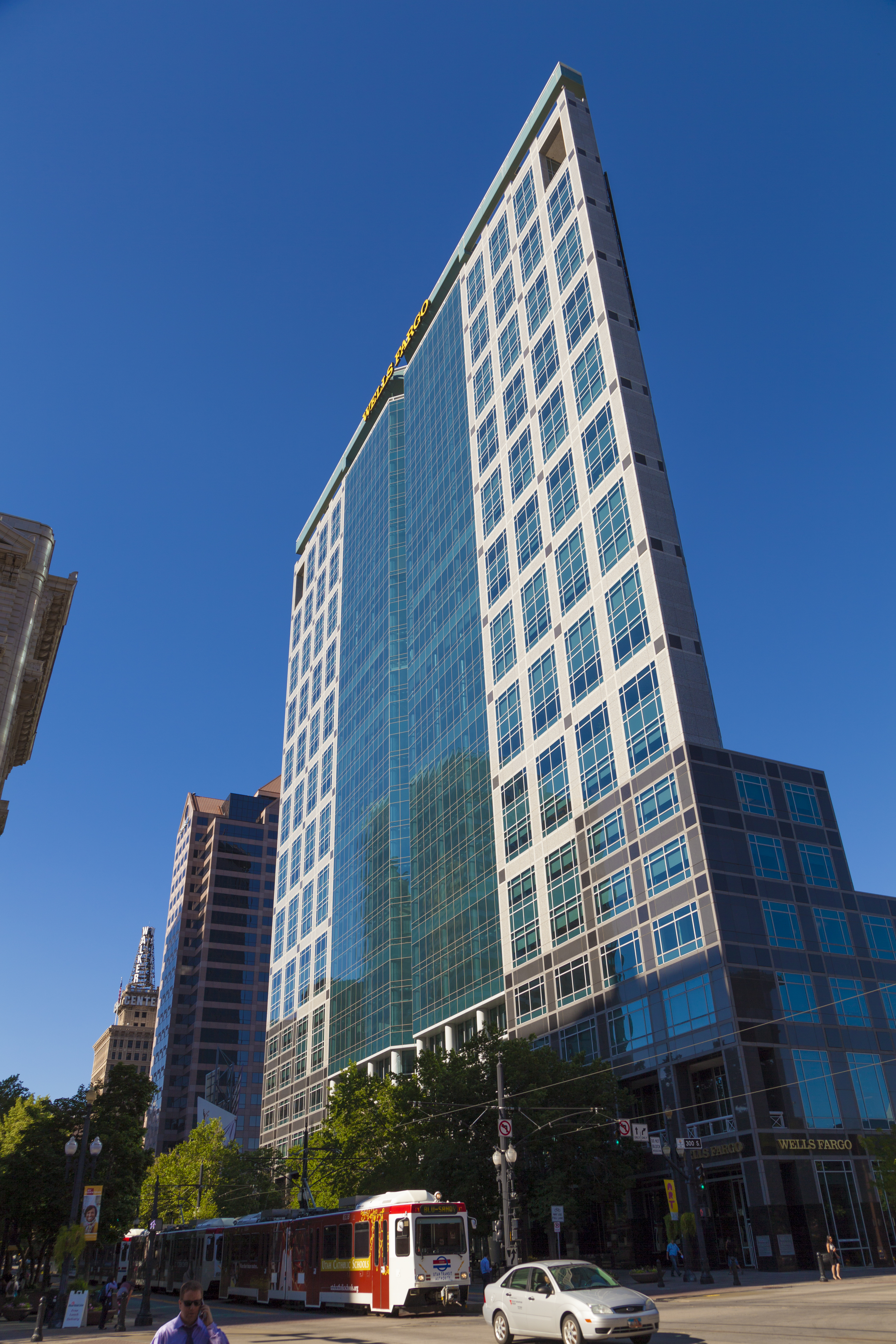
ولزفارگو سنتر یوتا، در سالت‌لیک‌سیتی، یوتا
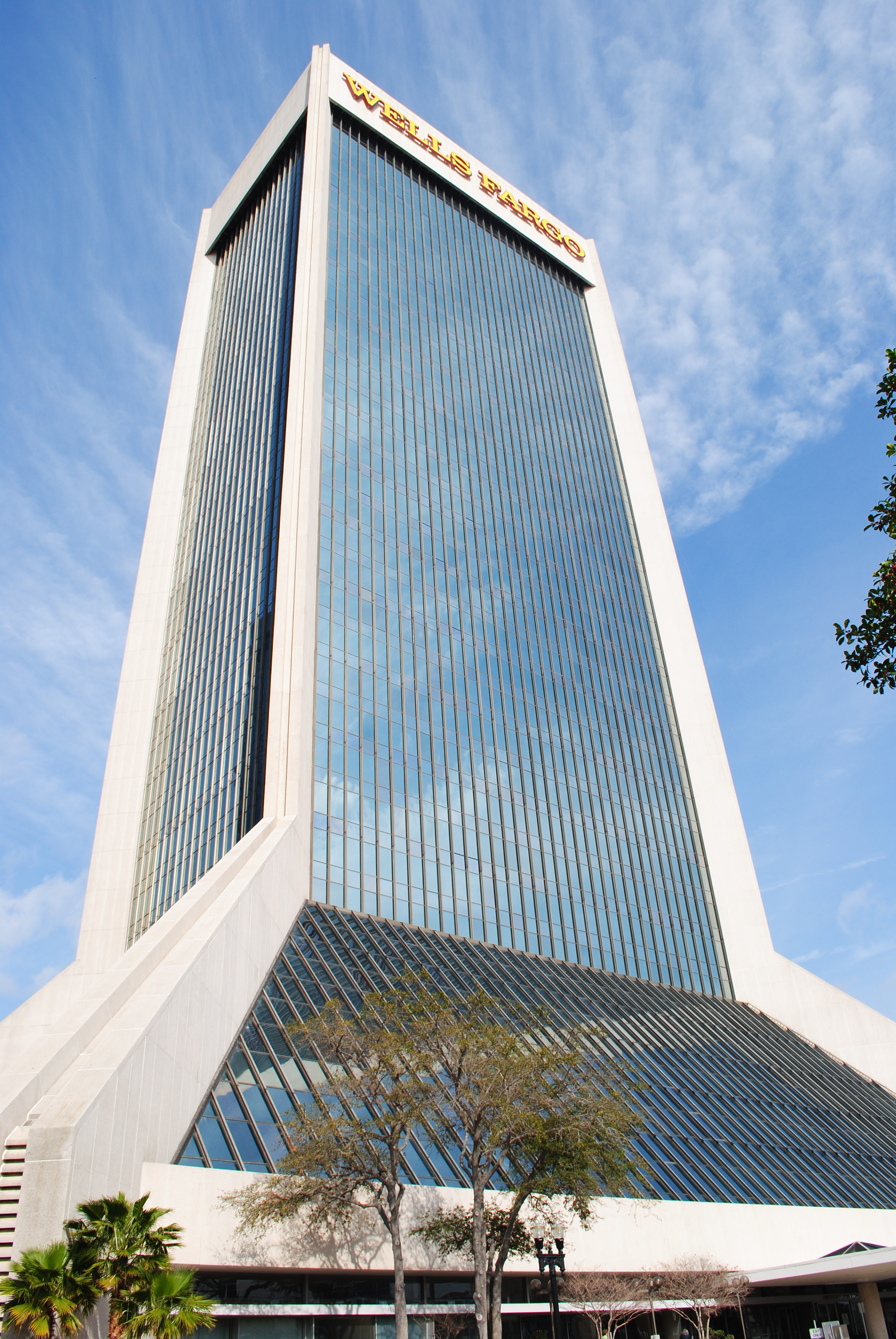
ولزفارگو سنتر جکسون‌ویل، در جکسون‌ویل، فلوریدا
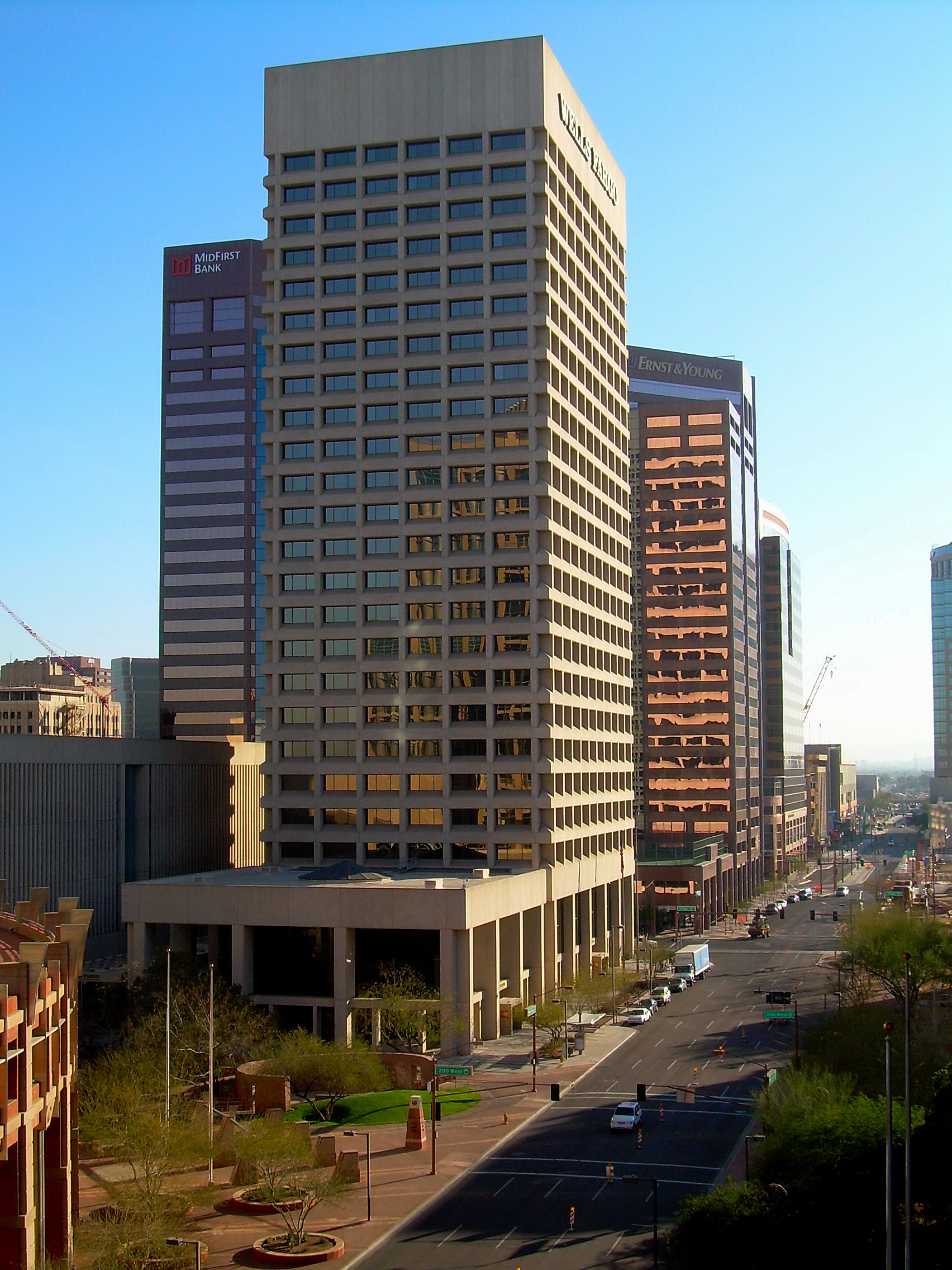
ولزفارگو پلازا فینیکس در فینیکس، آریزونا
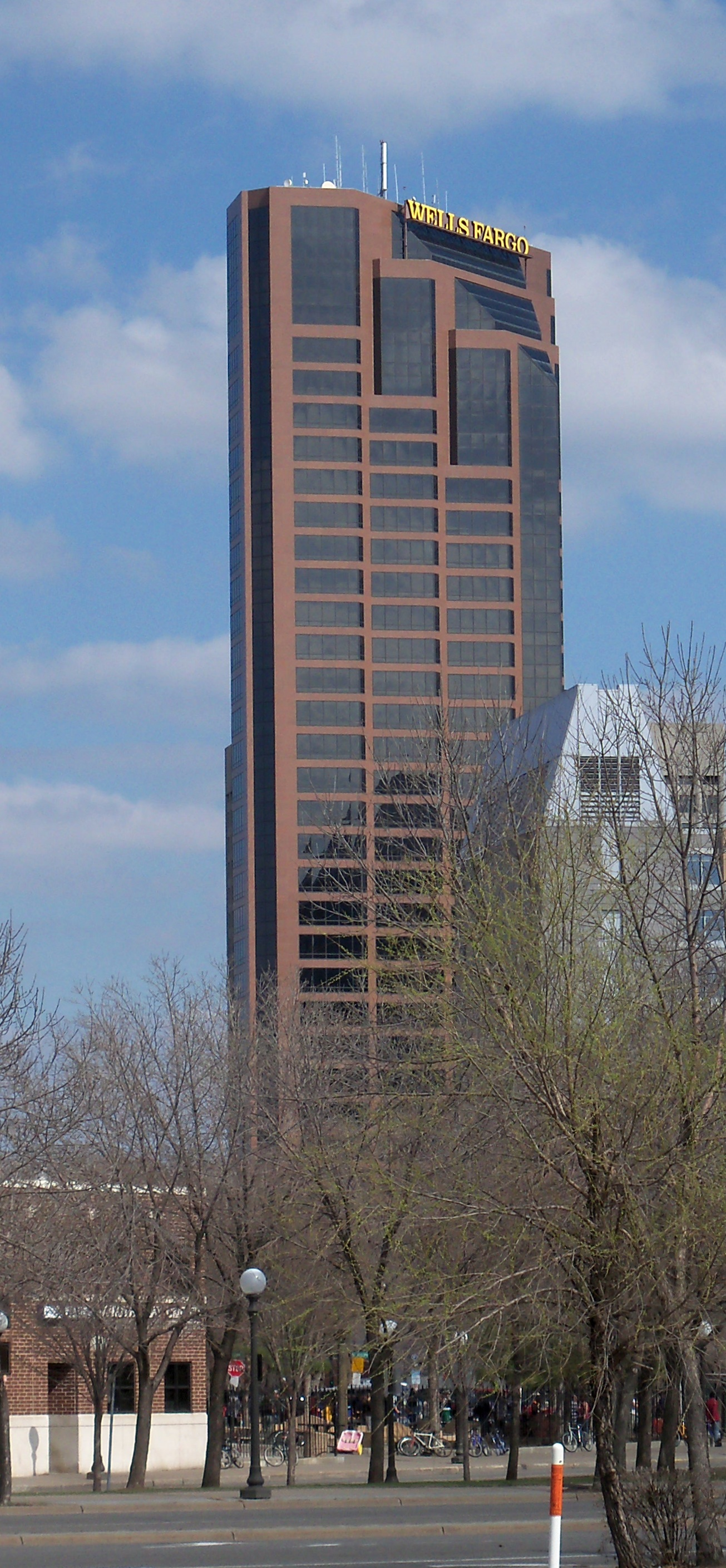
ولزفارگو پلیس در سینت پال، مینه‌سوتا
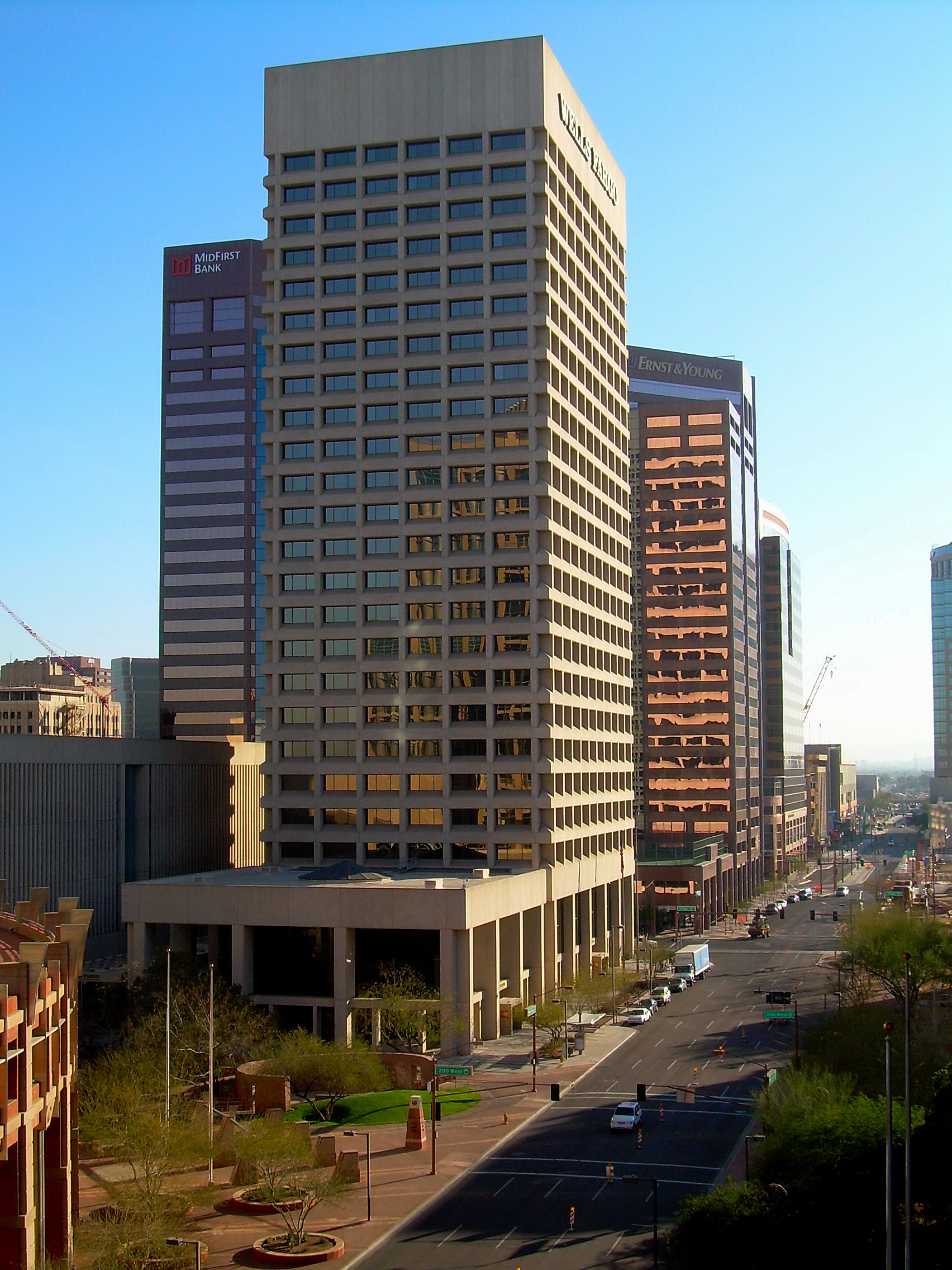
ولزفارگو پلازا فینیکس در فینیکس، آریزونا
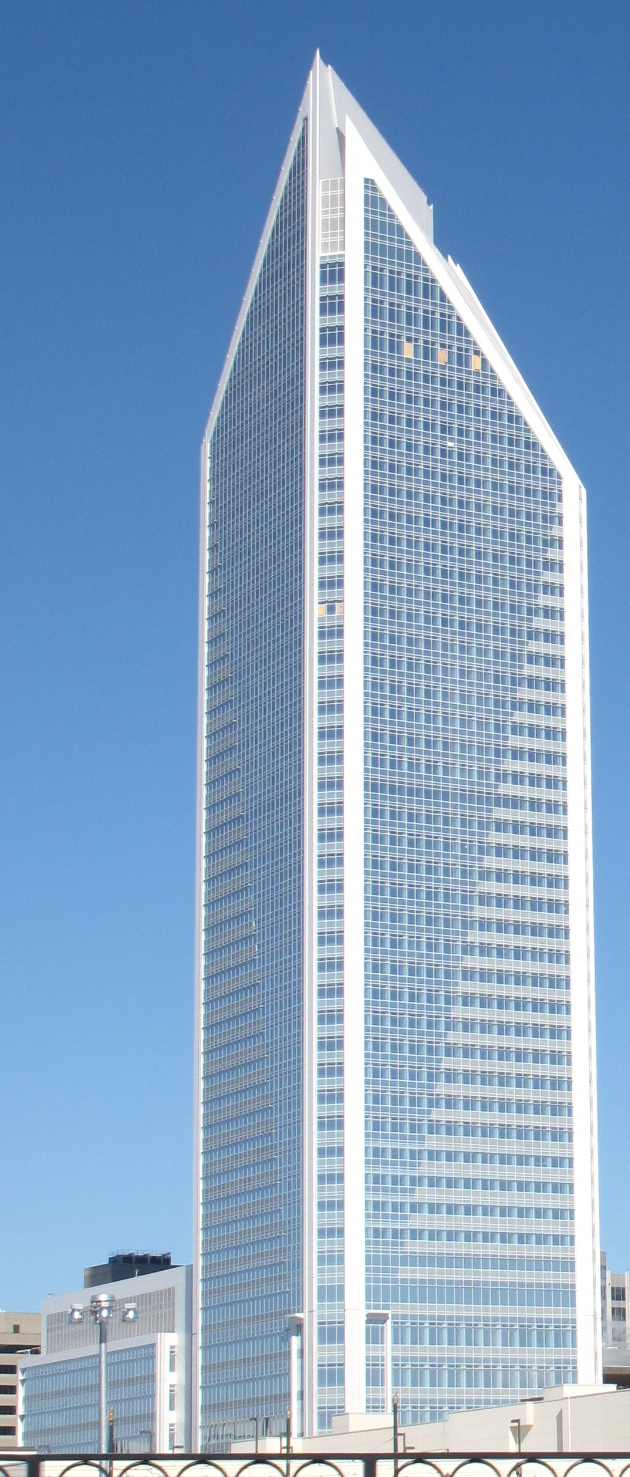
ساختمان دوک انرژی سنتر، متعلق به ولزفارگو، مستقر در شارلوت
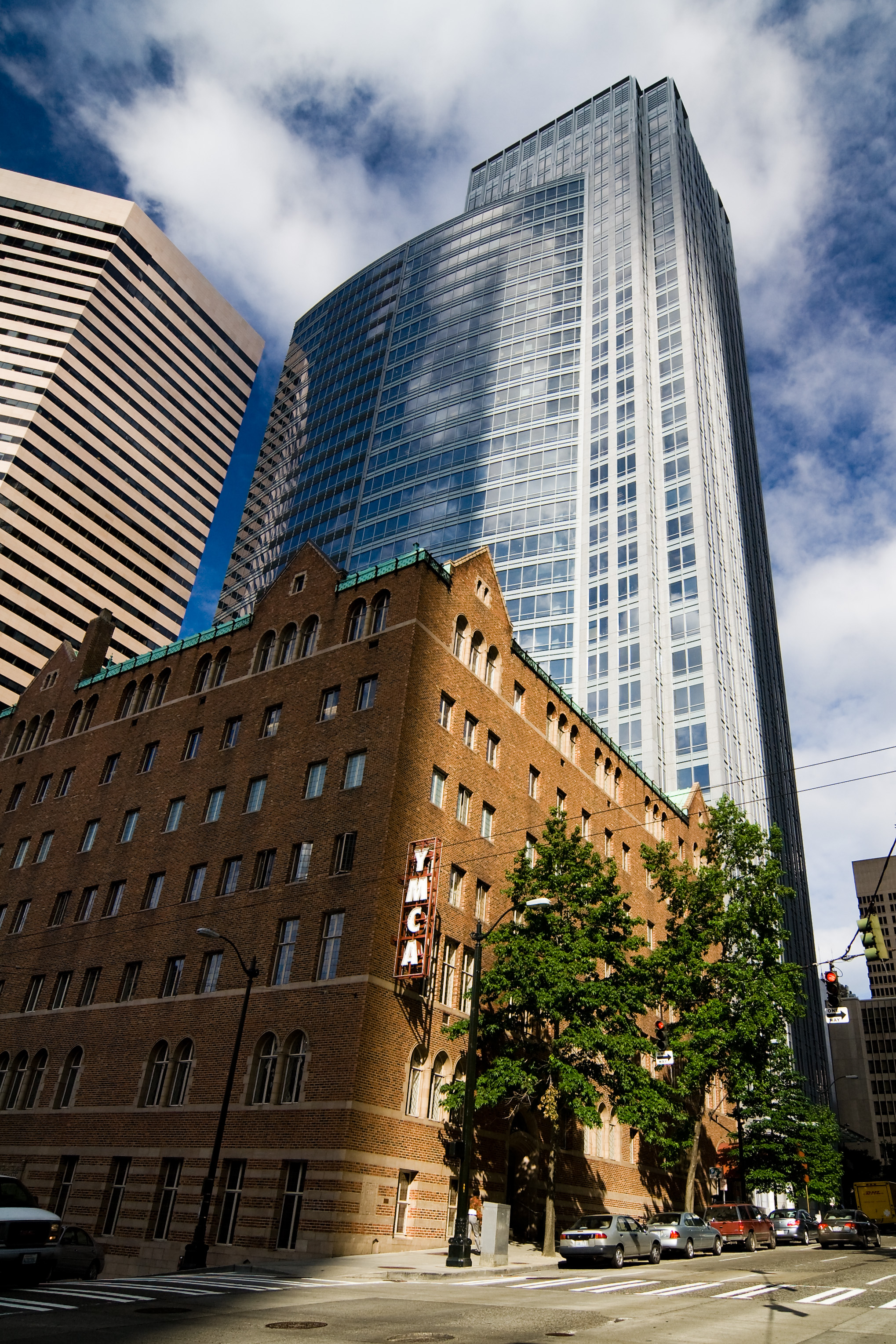
ولزفارگو سنتر سیاتل، در سیاتل، واشینگتن
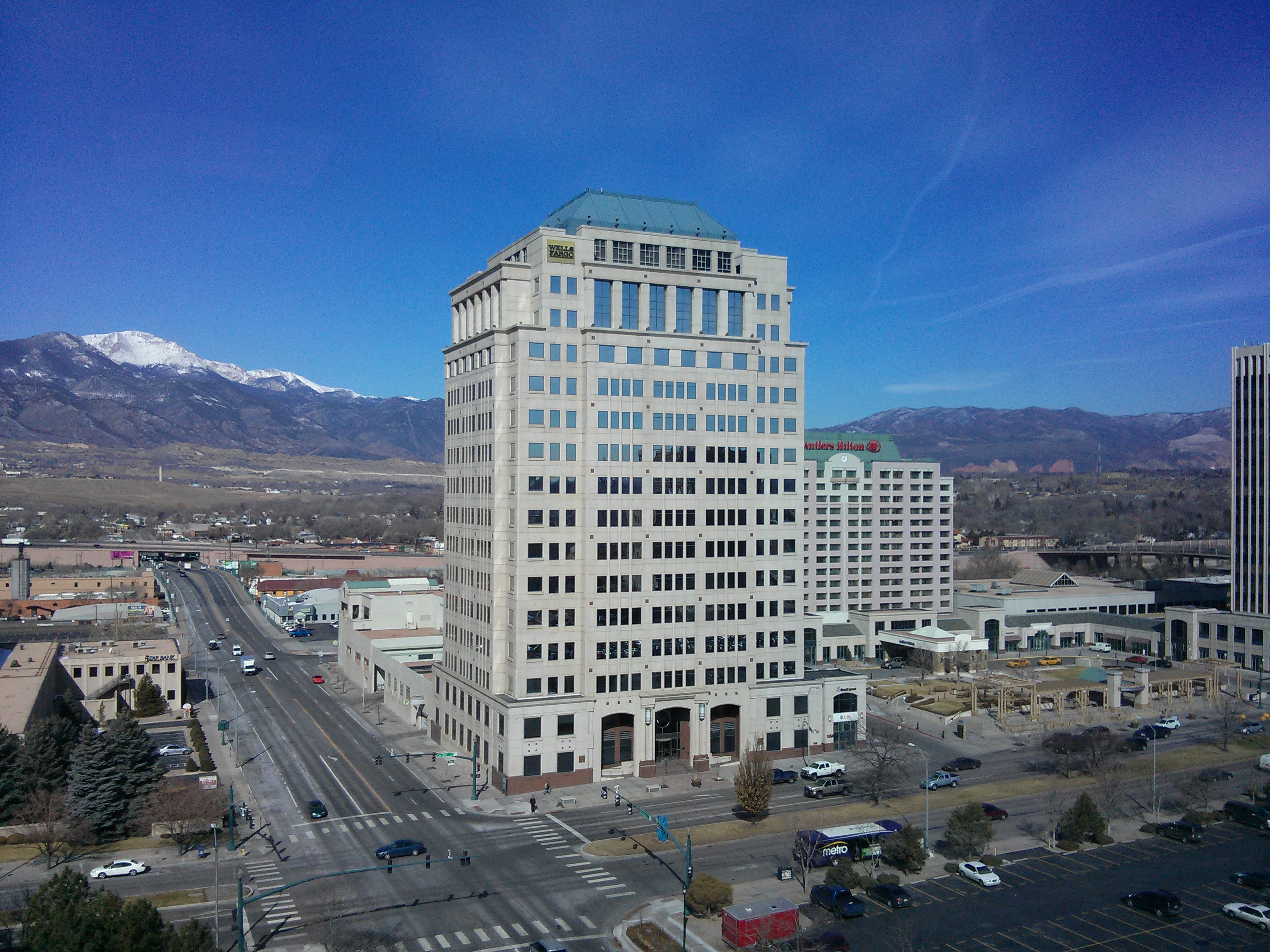
برج ولزفارگو کلرادو اسپرینگز در کلرادو اسپرینگز، کلرادو
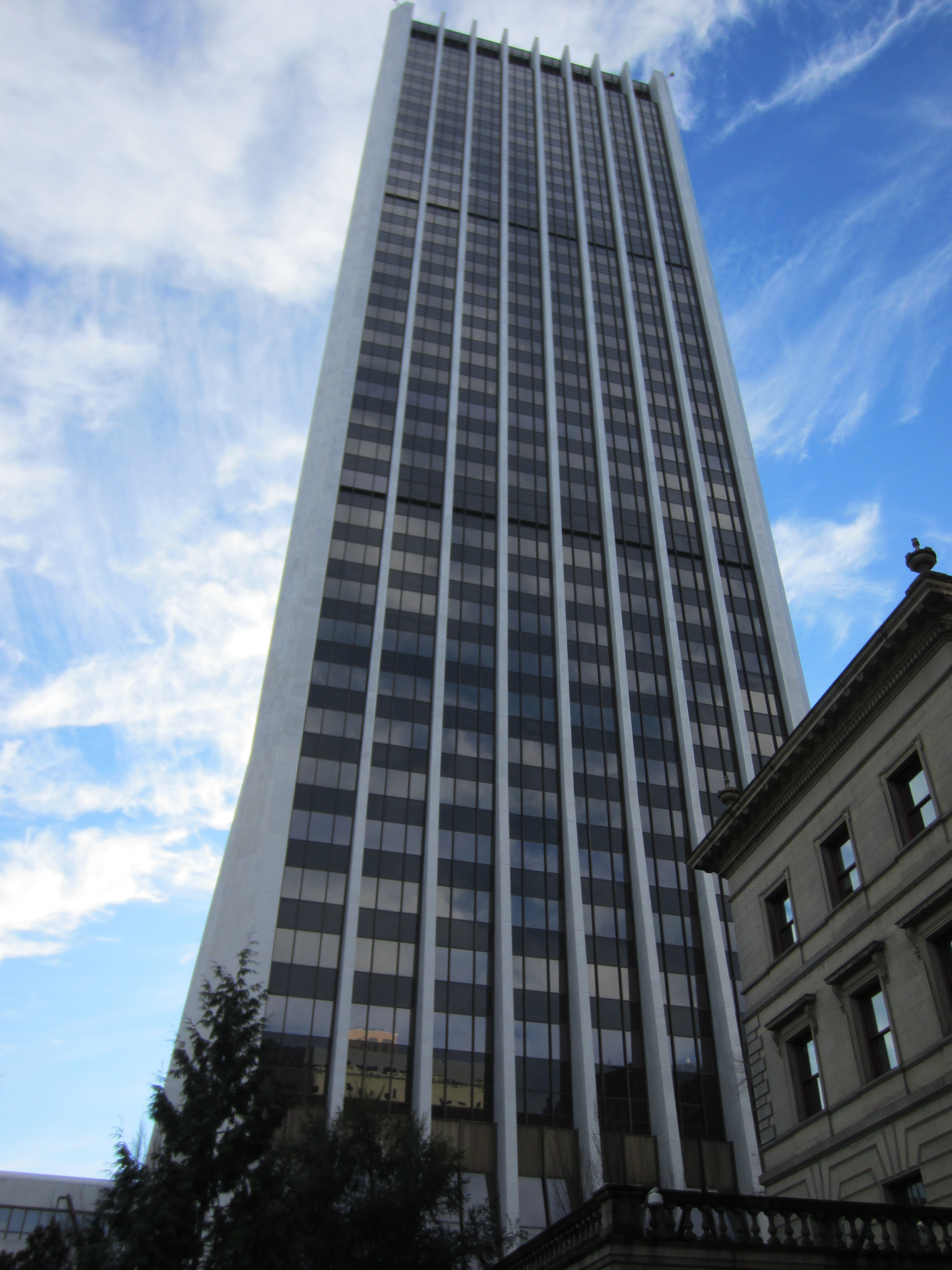
ولزفارگو سنتر پورتلند، در پورتلند، اورگن
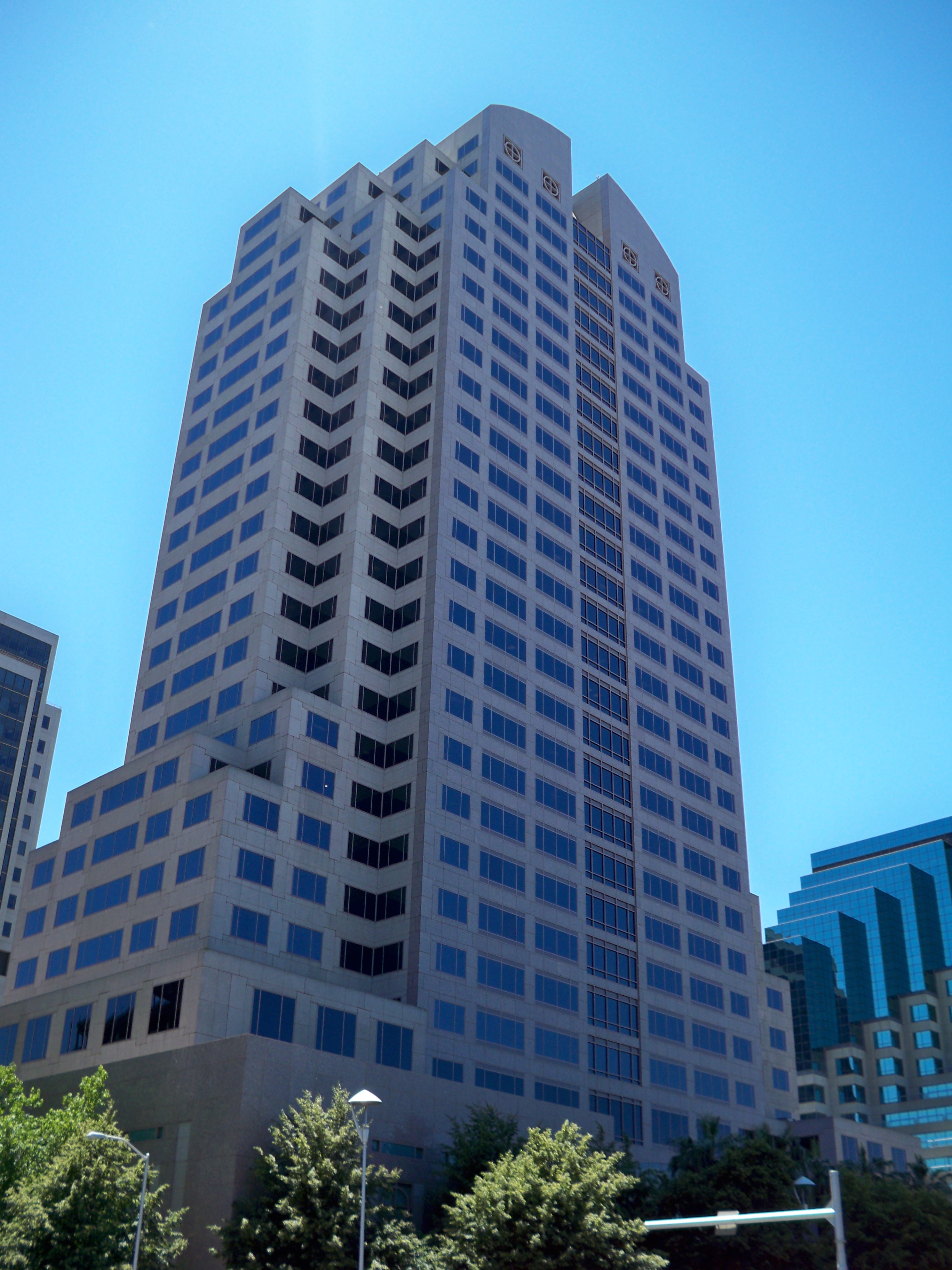
ولزفارگو سنتر ساکرامنتو، در ساکرامنتو، کالیفرنیا